# Заречье (Алольская волость)
Заре́чье — деревня в Пустошкинском районе Псковской области. Входит в Алольскую волость.

## География
Деревня расположена в 11 км к северо-западу от районного центра города Пустошка, на автодороге на Опочку.

## История
В 1850-х годах на шоссе Опочка—Невель была построена почтовая станция, действовавшая до начала XX века.

## Население
| 2002 | 2010 |
| ---- | ---- |
| 32   | ↘22  |

Численность населения деревни по оценке на начало 2001 года составляла 35 жителей.